# Yaren (ooievaar)

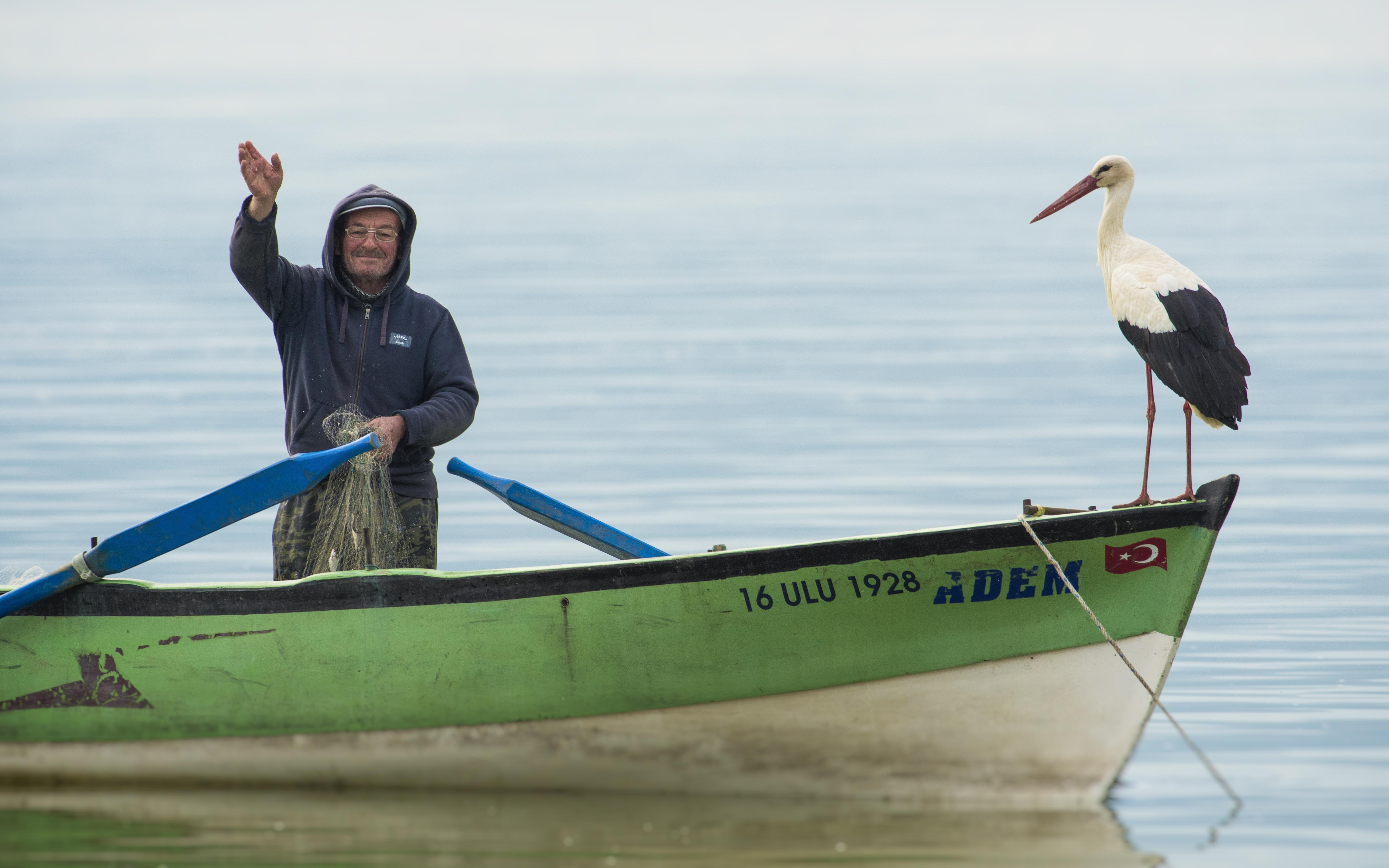
Yaren en Adem Yılmaz in 2020

Yaren ('Vriend') is een ooievaar die bekendheid vergaard heeft door 'zijn' vriendschap met Adem Yılmaz, een visser in Karacabey, een dorp nabij Bursa in Turkije. Sinds 2008 strijkt de vogel elk jaar voor het broedseizoen neer in het dorp waar 'hij' met zijn partner Nazli een eigen nestpaal heeft en waar zij de visser gezelschap houdt op zijn bootje. 
In 2019 werd een documentaire gemaakt over de ooievaar en haar vriendschap met Yılmaz. Deze viel een jaar later in de prijzen tijdens het filmfestival van Praag: Yaren. De gemeente van Karacabey heeft een website opgezet met een webcam dat op het nest van Yaren uitkijkt. In 2022 is een standbeeld gemaakt van Yaren en Yılmaz en een jaar later is er nog een bioscoopfilm gemaakt met de ooievaar in de hoofdrol: Yaren leylek (2023). 